# 文大成
文大成（1976年9月3日—）是一名韩国男子跆拳道运动员。他在2004年雅典奥运会中，参加了男子跆拳道比赛，并获得男子跆拳道比赛金牌。
2008年8月，文大成在国际奥委会第120次全会中获选为国际奥委会委员。
2012年，文大成以新國家黨在沙下区参加立法会选举，并成功获得立法会议席。